# Gwyneth Philips
Pour les articles homonymes, voir Philips (homonymie).
Gwyneth Philips, née le 17 août 2000, est une gardienne de but américaine de hockey sur glace et membre de l'équipe nationale féminine de hockey sur glace des États-Unis. Elle a été repêchée au 14e rang par PWHL Ottawa lors du repêchage PWHL 2024 . Elle a joué au hockey sur glace universitaire à Northeastern et a été nommée gardienne nationale de l'année de la WHCA en 2023.
Elle remporte notamment le Championnat du monde féminin de hockey sur glace 2025.